# Dalyan
Dalyan è una città della provincia di Muğla situata tra i distretti di Marmaris e Fethiye sulla costa sud-occidentale della Turchia. La città è una municipalità indipendente all'interno del distretto di Ortaca.
Dalyan assunse fama internazionale nel 1987, quando si tentò di costruire un hotel di lusso sulla vicina spiaggia di İztuzu, un rifugio per le tartarughe comuni. L'incidente creò tumulti internazionali quando David Bellamy sostenne la causa dei conservazionisti quali June Haimoff, Peter Günther, Nergis Yazgan, Lily Venizelos e Keith Corbett. Il progetto di sviluppo fu temporaneamente sospeso dopo che il principe Filippo di Edimburgo chiese una moratoria, e nel 1988 la spiaggia ed i suoi dintorni furono dichiarati area protetta.
La vita a Dalyan si svolge attorno al fiume Dalyan Çayı che scorre in città. Le barche che navigano sul fiume, nel labirinto di canne, sono i mezzi di trasporto preferiti per raggiungere ogni punto della città.

## Etimologia

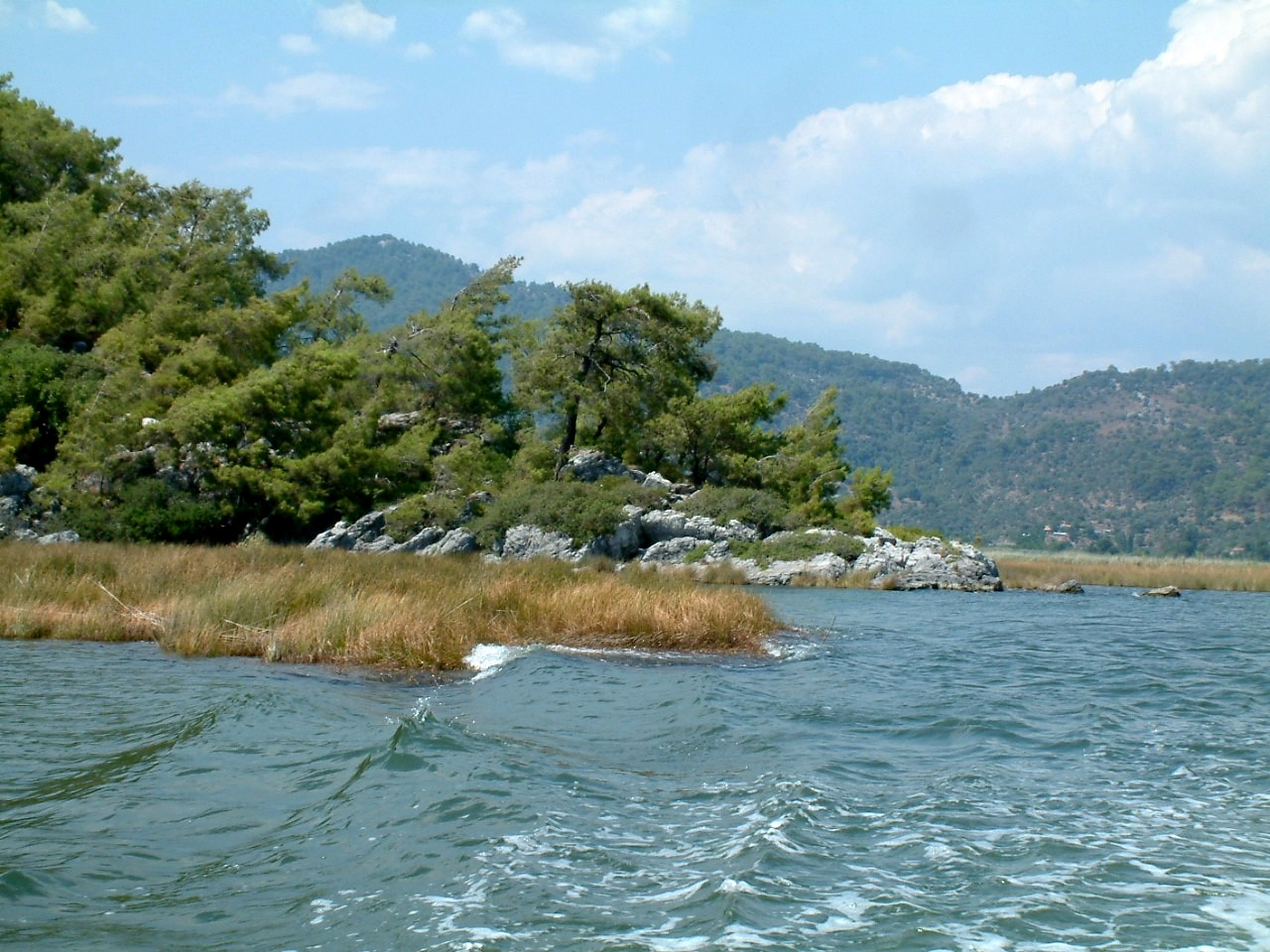
Il fiume Dalyan

Dalyan significa "diga di pesca" in turco. Mugilidae e orate risalgono il fiume dal mare al lago di Köyceğiz, dove si trova un'altra importante città della regione, Köyceğiz. I pesci depongono qui le uova, e mentre fanno ritorno al mare vengono pescati dai dalyani.

## Economia
Oltre alla sua attrazione come meta turistica, la regione attorno a Dalyan è una zona agricola altamente fertile e produttiva. Il cotone cresce in modo intenso, ma è stato in gran parte rimpiazzato dai melograni. Nell'area che circonda Köyceğiz, crescono molti altri frutti e vegetali, tutti esposti nel mercato del sabato, giorno in cui i contadini giungono anche da lontano per vendere i propri prodotti.

### Turismo

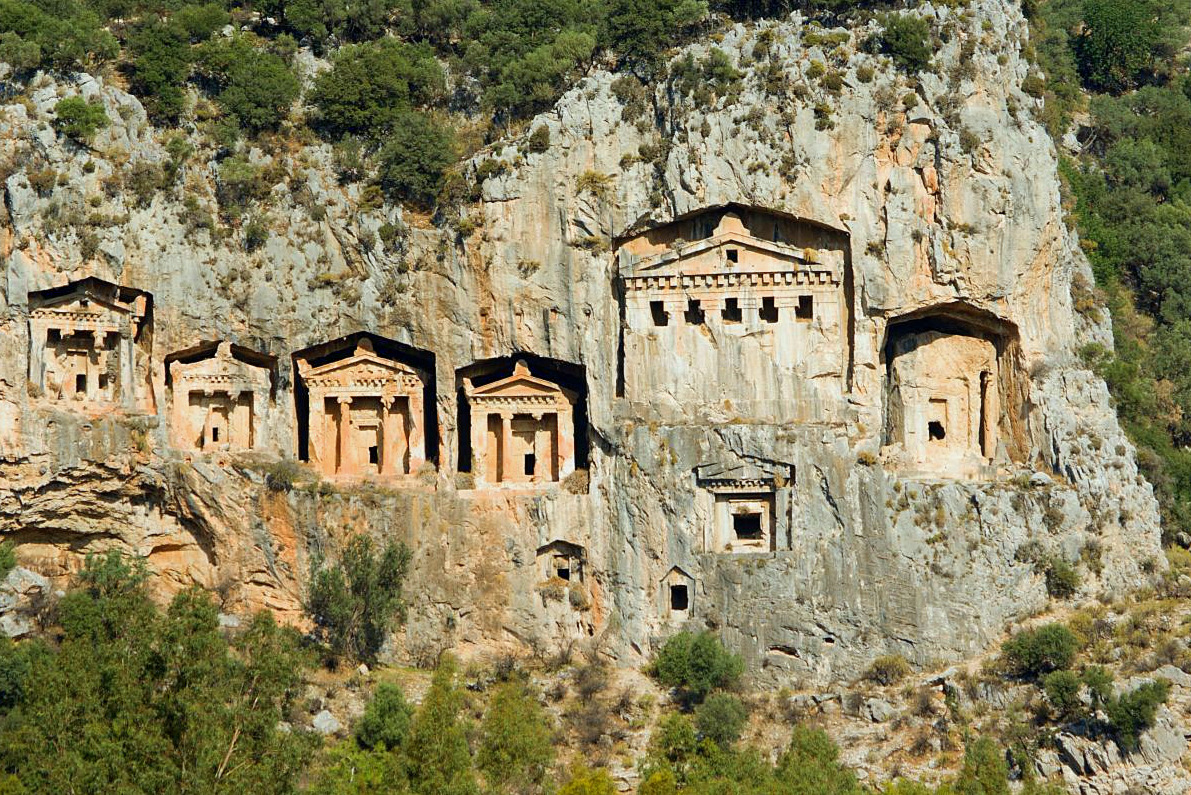
Tombe licie nei pressi di Dalyan

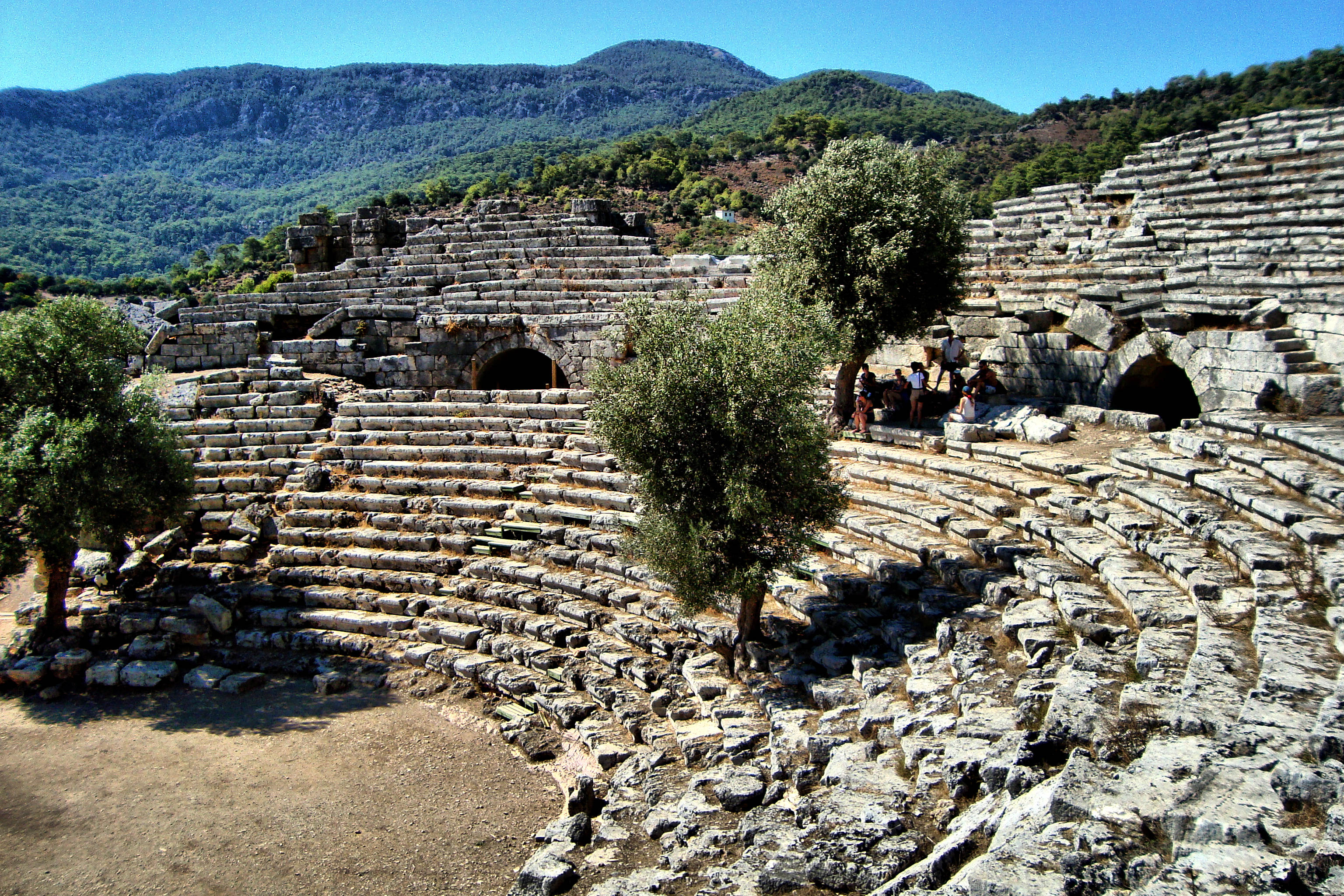
Antico teatro di Cauno nei pressi di Dalyan

Sopra le scogliere a picco del fiume, si trovano le entrate delle tombe licie scavate nella roccia attorno al 400 a.C. Le rovine dell'antica città commerciale di Kaunos sono facilmente raggiungibili sul fiume in barca.
Nella parte meridionale di Dalyan, sulla costa mediterranea, si trova la spiaggia di İztuzu, e vicino all'omonimo villaggio si trova un'area popolare per nuotare e prendere il sole. Vi sono regolari servizi di barche e minibus (dolmuş) verso la spiaggia. I turisti dovrebbero stare attenti ai pali di legno in spiaggia, che indicano i punti in cui gli uccelli nidificano. La strada che giunge alla spiaggia è particolarmente panoramica, ed offre una vista sul lago Sülüngür.
Nel 2008 İztuzu fu proclamato vincitore della categoria Miglior Spazio Aperto (Europa) dal The Times, per lo sfruttamento eco-sostenibile della spiaggia.

## Conservazione
La spiaggia è famosa per le tartarughe che la abitano da 95 milioni di anni. Le organizzazioni internazionali animaliste monitorano e proteggono i nidi delle tartarughe turche.
La spiaggia è chiusa tra le 20 e le 8 nel periodo in cui le tartarughe depongono le uova e quando raggiungono il mare (maggio-ottobre).